# Micha Ram
Micha Ram (hebrejsky: 2018 — 1942 מיכה רם,) je penzionovaný generál Izraelských obranných sil. V letech 1989 až 1992 působil v pozici velitele Izraelského vojenského námořnictva.

## Biografie
Narodil se v mošavu Kfar Bialik v době mandátní Palestiny. V roce 1956 se ve čtrnácti letech přihlásil do Námořní akademie v Akku a později sloužil na izraelské flotile raketových člunů. Počátkem roku 1973 se stal velitelem raketové lodi třídy Sa'ar 4. Během jomkipurské války se jeho raketová loď a čtyři další pod velením generála Michaela Barkaje, zúčastnily historické námořní bitvy u Latakie proti syrskému námořnictvu. O dva dny později se zúčastnil bitvy u Baltimu proti egyptskému námořnictvu.
V 70. letech měl Ram na starost řadu funkcí ve velícím centru izraelského námořnictva a v roce 1975 mu bylo svěřeno velení nad izraelskou flotilou raketových člunů. O dva roky později byl povýšen do hodnosti aluf mišne (plukovník) a stal se asistentem velitele izraelské floty v Rudém moři.
V roce 1980 byl povýšen do hodnosti tat aluf a stal se velitelem izraelské námořní rozvědky. Po první libanonské válce v roce 1982 byl jmenován izraelským vojenským attaché ve Spojených státech.
Když se jeho přítel ze základního výcviku, Avraham Ben Šošan, stal velitelem izraelského námořnictva, získal Ram na starosti námořní operace. Pod jeho velením zakoupilo izraelské námořnictvo korvety třídy Sa'ar 5 a novou ponorku třídy Dolphin.
V roce 1989 se Micha Ram stal velitelem izraelského námořnictva. V době jeho působení námořnictvo vylepšilo raketové lodě třídy Sa'ar 4 na třídu Sa'ar 4.5 a zúčastnilo se první intifády. Současně námořnictvo transformoval, vzhledem k nové rostoucí hrozbě palestinského terorismu.
V roce 1992 Ram dokončil své působení ve funkci velitele námořnictva a poté po 32 letech služby opustil armádu.

### Osobní život
Je ženatý a jeho manželka Chaja Simkinová pochází z rodiny, která patřila mezi zakladatele města Petach Tikva. Společně mají tři děti.